# Mathieu Romano
Pour les articles homonymes, voir Romano.
Mathieu Romano est un musicien, chef de chœur et chef d'orchestre français, né à Auxerre le 28 mai 1984.
Il dirige tout autant le chœur a cappella que l’orchestre et fréquente une grande variété de répertoires, allant de la musique baroque à la création contemporaine. En 2005, il fonde l’Ensemble Aedes, ensemble vocal indépendant, dont il est l’actuel directeur artistique et musical.

## Biographie
Mathieu Romano fait ses études au Conservatoire national supérieur de musique et de danse de Paris. Il étudie la direction d'orchestre dans la classe de Zsolt Nagy. Lors de son cursus musical, il bénéficie des conseils de maîtres tels que François-Xavier Roth, Pierre Boulez, Susanna Mälkki. Il est également chef assistant de David Zinman, Dennis Russell Davies, François-Xavier Roth, Paul Agnew ou encore Marc Minkowski.
Il a dirigé des ensembles vocaux comme le RIAS Kammerchor ou le Chœur de la radio lettone, dans l’œuvre chorale majeure de Francis Poulenc, Figure humaine, aux Rencontres musicales de Vézelay en 2015.
Mathieu Romano se produit en concert comme à l’opéra. Il est amené à diriger des productions d’opéras avec Les Frivolités parisiennes et des cycles consacrés à la musique contemporaine avec L'Itinéraire.
Mathieu Romano a dirigé notamment le Chœur de chambre néerlandais (en), l’Orchestre régional de Normandie, le Sinfonia Varsovia. Il conduit également l’orchestre Les Siècles dans l’interprétation des grandes œuvres chorales : Requiem de Fauré (2018), Un requiem allemand de Brahms (2019).
Mathieu Romano, à la tête de l’Ensemble Aedes, fait partie de la saison musicale de la Philharmonie de Paris, du Théâtre des Champs-Élysées, du Théâtre impérial de Compiègne, de l’Auditorium de Dijon, et est invité au festival d'Aix-en-Provence, au festival de musique de La Chaise-Dieu, au Festival de musique de Besançon Franche-Comté, à La Folle Journée de Nantes, aux Rencontres musicales de Vézelay, au Festival international de Grenade.
Il travaille régulièrement avec des chefs renommés tels que Daniel Harding, François-Xavier Roth, Pablo Heras-Casado, Jérémie Rhorer, Marc Minkowski.
Avec l’Ensemble Aedes, il est artiste associé à la Cité de la voix de Vézelay. Dans le cadre de cette résidence artistique, il organise des actions d’éducation à la musique dans les écoles et est investi dans la formation des choristes et chefs de chœur amateurs et professionnels. Il est à l’initiative d’un Académie internationale de direction de chœur qu’il a créée en partenariat avec la Cité de la voix de Vézelay et le Festival international de Grenade en 2019.
En 2017, Mathieu Romano prend la direction d’un orchestre DEMOS en Nouvelle-Aquitaine.
En 2020, Mathieu Romano reçoit le titre de Chevalier dans l'Ordre des Arts et des Lettres, décerné par le Ministère de la Culture.

## Discographie
Mathieu Romano a imaginé le cycle discographique Ludus verbalis en quatre volumes, consacré à la musique vocale a cappella profane et sacrée des XXe et XXIe siècles. 
Sa discographie a obtenu de nombreux prix et distinctions :
- Ludus verbalis, vol.I (Eloquentia / Harmonia Mundi), 2011 (Diapason découverte et prix de la Deutsche Schallplattenkritik).
- Ludus verbalis, vol. II (Eloquentia / Harmonia Mundi), 2012 (Diapason d’Or).
- Instants limites (Aeon / Harmonia Mundi), 2013 (Diapason d’or).
- Double-disque Ludus verbalis, vol. III et IV (NoMadMusic), 2015.
- Brel & Barbara (Evidence Classics), 2018 (Choix de France Musique).
- Requiem de Gabriel Fauré et la cantate Figure humaine de Francis Poulenc, avec Les Siècles (Aparté), 2019 (5 Diapasons, 5 étoiles Classica et les ffff Télérama).
- Don César de Bazan, opéra de Jules Massenet, Laurent Naouri (Don Cesar), Elsa Dreisig (Maritana), Marion Lebègue (Lazarille), Thomas Bettinger (Le Roi), Christian Helmer (Don José), Christian Moungounbou (Capitaine de la garde), Ensemble Aedes, Orchestre des Frivolités parisiennes, dir.Mathieu Romano. 2 CD (Naxos), 2020 (5 Diapasons).
- Stravinsky : Les Noces (version de 1919); Ravel : Boléro avec Les Siècles, (Aparté), 2023.
- Poulenc :  Stabat Mater; Litanies à la Vierge noire, avec Les Siècles, Marianne Croux (soprano), (Aparté), 2023.